# Gerard Straburzyński
Gerard Straburzyński (ur. 16 października 1930, zm. 27 marca 2015 w Poznaniu) – polski lekarz-balneolog, profesor nauk medycznych, nauczyciel akademicki m.in. Uniwersytetu Medycznego i Akademii Wychowania Fizycznego w Poznaniu. Laureat Złotego Hipolita (2009).

## Życiorys
Absolwent Akademii Medycznej im. Karola Marcinkowskiego w Poznaniu (1955). 24 lutego 1983 roku uzyskał tytuł naukowy profesora zwyczajnego nauk medycznych. W latach 1981–2001 pełnił funkcję prezesa Zarządu Wojewódzkiego Towarzystwa Wiedzy Powszechnej w Poznaniu. Dyrektor Instytutu Fizjoterapii i Ratownictwa Medycznego Państwowej Wyższej Szkoły Zawodowej w Kaliszu. Założyciel i pierwszy dziekan Wydziału Rehabilitacji i Sportu na tejże uczelni.

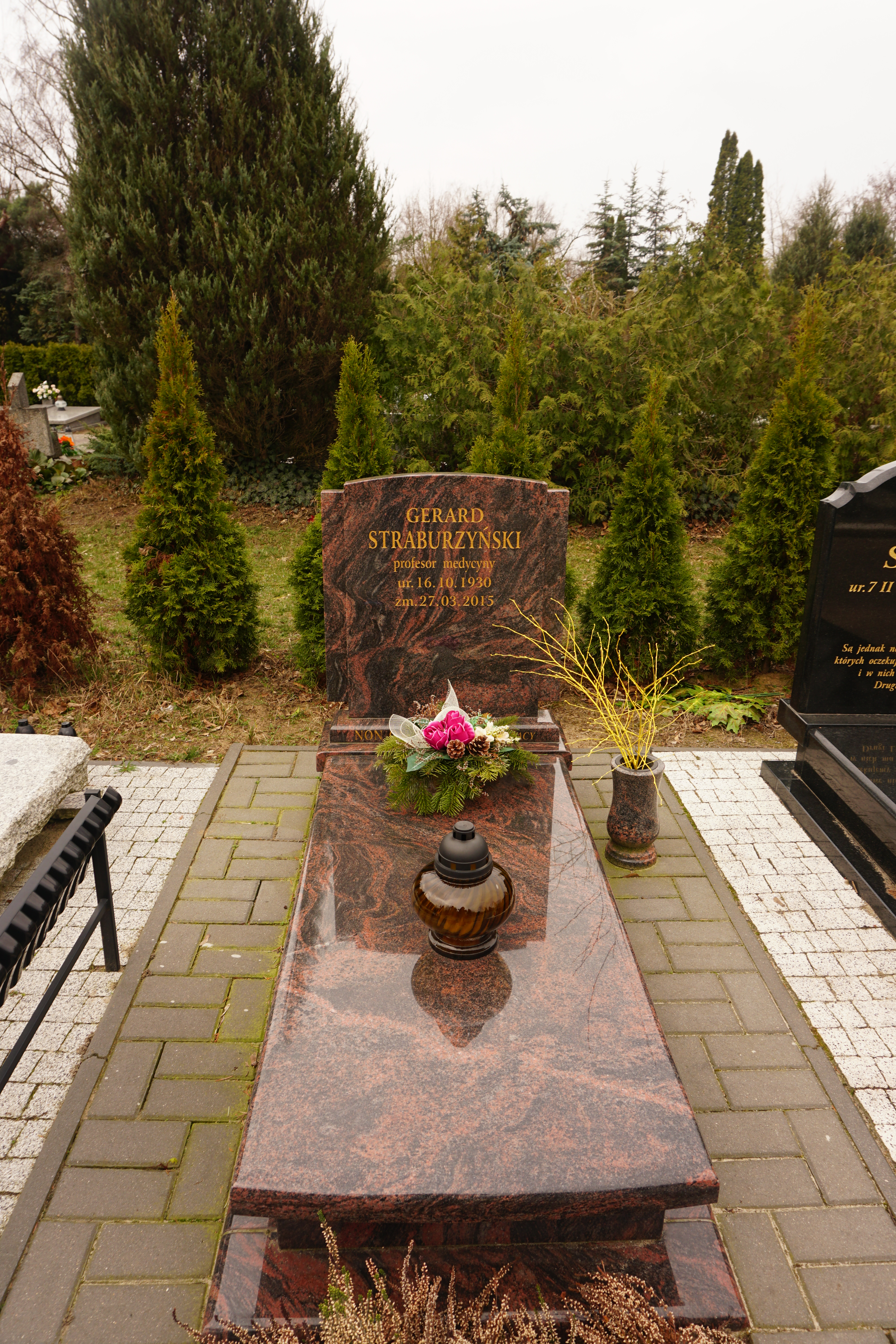
Grób prof. Gerarda Straburzyńskiego na Cmentarzu Junikowskim

Zmarł po ciężkiej chorobie 27 marca 2015 w Poznaniu. Został pochowany 2 kwietnia 2015 roku w Alei Zasłużonych na Cmentarzu na Junikowie w Poznaniu (AZ-2-P-20C). Na pogrzebie przemawiali m.in. dr Arkadiusz Janiak, prof. Tadeusz Rychlewski, prof. Jerzy Smorawiński i dr Stefan Szary.

## Publikacje naukowe
Autor pięciuset publikacji i kilkunastu podręczników akademickich.